# Glina (Ilfov)
Glina é uma comuna romena localizada no distrito de Ilfov, na região de Muntênia. A comuna possui uma área de 28.87 km² e sua população era de 6746 habitantes segundo o censo de 2007.